# Svartpunkterat sprötfly
Svartpunkterat sprötfly (Macrochilo cribrumalis) är en fjärilsart som först beskrevs av Jacob Hübner 1793.  Svartpunkterat sprötfly ingår i släktet Macrochilo, underfamiljen sprötflyn och familjen näbbflyn. Arten är reproducerande i Sverige.

## Bildgalleri

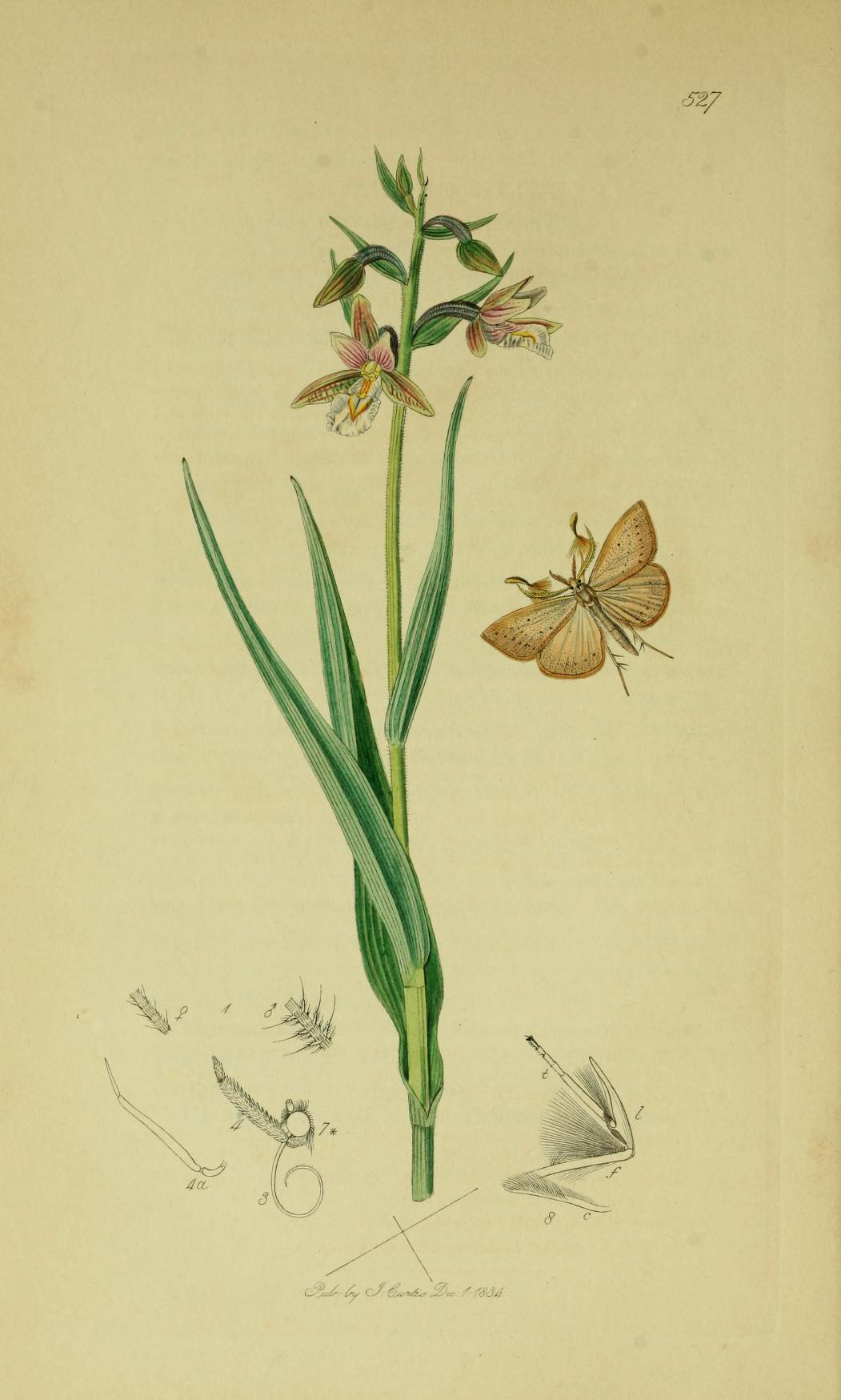